# Нові Зеленки
Нові Зеленки (біл. вёска Новыя Зялёнкі) — село в складі Червенського району Мінської області, Білорусь. Село підпорядковане Руднянській сільській раді, розташоване в центральній частині області.